# Bartolomé Raga Fortea
Bartolomé Raga Fortea (Catarroja, l'Horta Sud, 2 de febrer de 1932; València, 19 de setembre de 2017) ha estat un virtuós oboista, compositor, pedagog musical, arreglista i director de música valencià. Entre els seus deixebles destaquen alguns dels alumnes de la Societat Musical l'Artesana de Catarroja, com el prestigiós oboista Francisco Salanova Alfonso, catedràtic d'oboè del Conservatori Superior de Música de València en possessió de la "Medalla a les Belles Arts".

## Infantesa i joventut
Bartolomé va créixer en una família ben estructurada. Son pare, Bartolomé Raga, era sastre i sa mare, Carme Fortea, modista. És el fill major de tres germans (ell mateix, Salvador i Antoni (†)). Va créixer en l'Espanya de la postguerra, destacant ben aviat per les seues habilitats en el camp de la música. Fou el seu mestre José Manuel Izquierdo, célebre músic i compositor valencià. Entrà a formar part de l'exèrcit com a integrant de la banda militar del regiment mixt d'Enginyers número I, i més tard de la Divisió Motoritzada Maestrazgo Número III. Alternà l'esmentat ofici amb diferents treballs en orquestres teatrals, orquestrines, bandes cómico-taurinas, teatro chico i varietats (com a músic).

## Desenvolupament professional
Col·laborà com a solista amb moltes orquestres nacionals i internacionals sota la batuta de prestigiosos mestres. La seua carrera com a director en l'àmbit de la música de banda el dugué a dirigir la "Unió Musical Santa Maria del Puig" i a actuar en diferents sales nacionals en nombroses ocasions i en diversos actes en l'estranger, aconseguint diversos premis. Col·laborà, a més, en el registre de diversos discos i gravacions.
Els seus nombrosos alumnes ocupen places en gran quantitat de bandes, orquestres i conservatoris de la geografia espanyola. El seu treball com adaptador d'obres musicals, especialment per a orquestra lleugera i bandes de música és ingent.